# セント・ピーターズ・カレッジ (オックスフォード大学)
セント・ピーターズ・カレッジ（St Peter's College）は、オックスフォード大学を構成するカレッジの一つ。イギリス、オックスフォードのニュー・イン・ホール通りに所在する。少なくとも14世紀まで遡る中世からの歴史を有するホール2棟を擁する。今日のカレッジは、リヴァプール主教を務めたフランシス・ジェームズ・シャヴァスにより設立され、1929年にセント・ピーターズ・ホールとして開校した。1961年にセント・ピーターズ・カレッジとして正式な大学として認可を受ける。男子校として設立され、1979年以降共学となっている。
2019年時点におけるカレッジの運営基金の額は、4億9600万ポンド。

## 建物
セント・ピーターズ・カレッジには多様な建造物があり、その多くはカレッジそのものより古い。本カレッジは、大学生活に必要な施設の集合として、既存の建物を実際に取り入れて活用しているほか、学生寮用の建物を新たに建築している。

### リントン・クワド
リントン・ハウスは、1797年に遡る歴史を持つジョージアン様式の牧師館であったが、現在は、カレッジへのエントランス、守衛部屋、図書館として用いられている。

## 学生生活
ジュニア・コモン・ルームは学生が運営しており、一学年を通じた多彩な社交イベントを企画している。その内容は、バーンズ・ナイト（ハギスと詩の朗読付き）といったものを祝うフォーマルなイベントから、早朝まで続く独創的なテーマのパーティなど多岐にわたる。学生自身が編集を行うアートマガジンを定期的に発行している数少ないカレッジの一つでもある。また、学生が運営するカレッジのバーもあり、特製のクロス・キーズ（十字の鍵）カクテルを提供している。

## ギャラリー

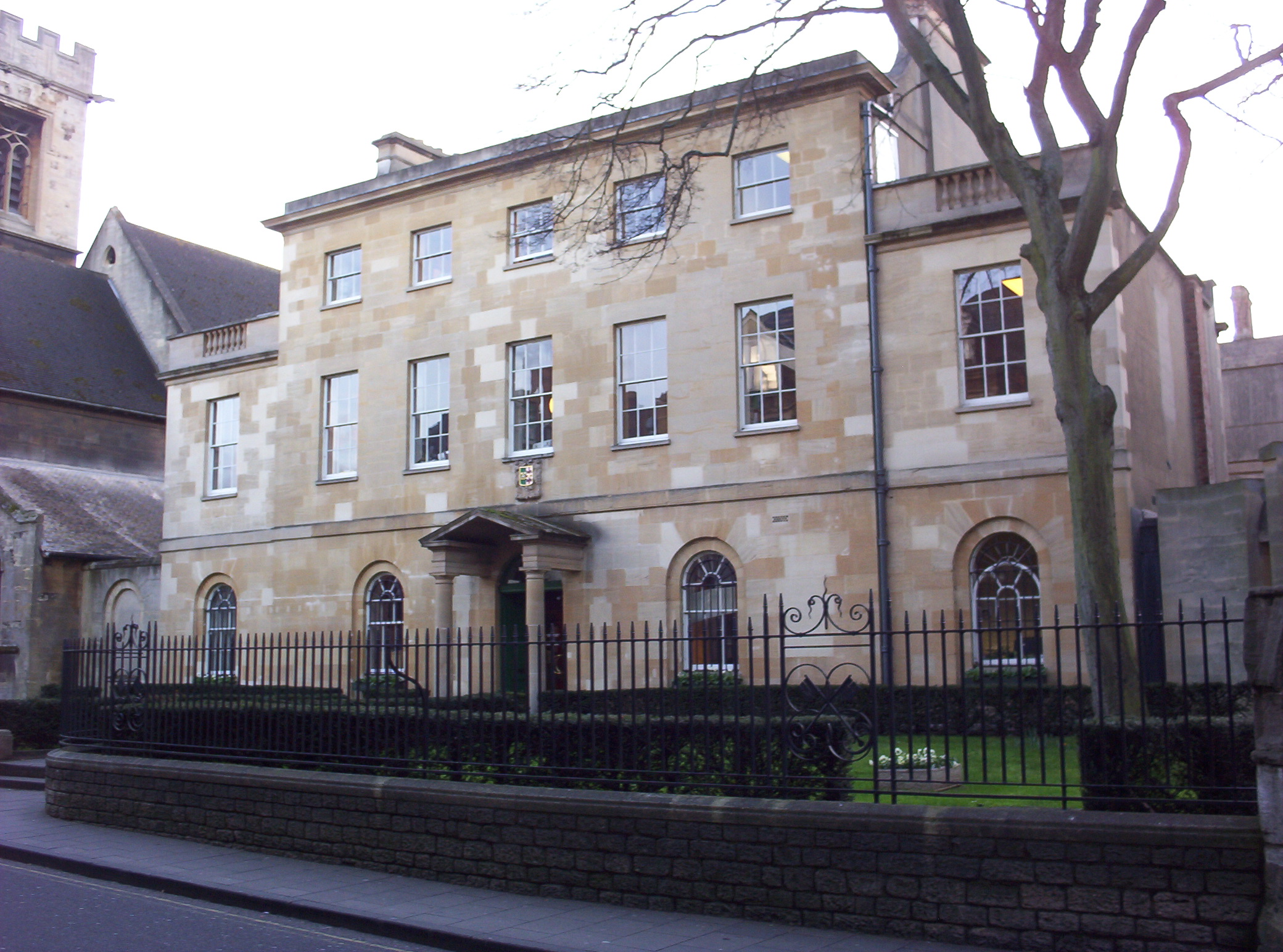
守衛所、図書館として使用されているリントン・ハウス
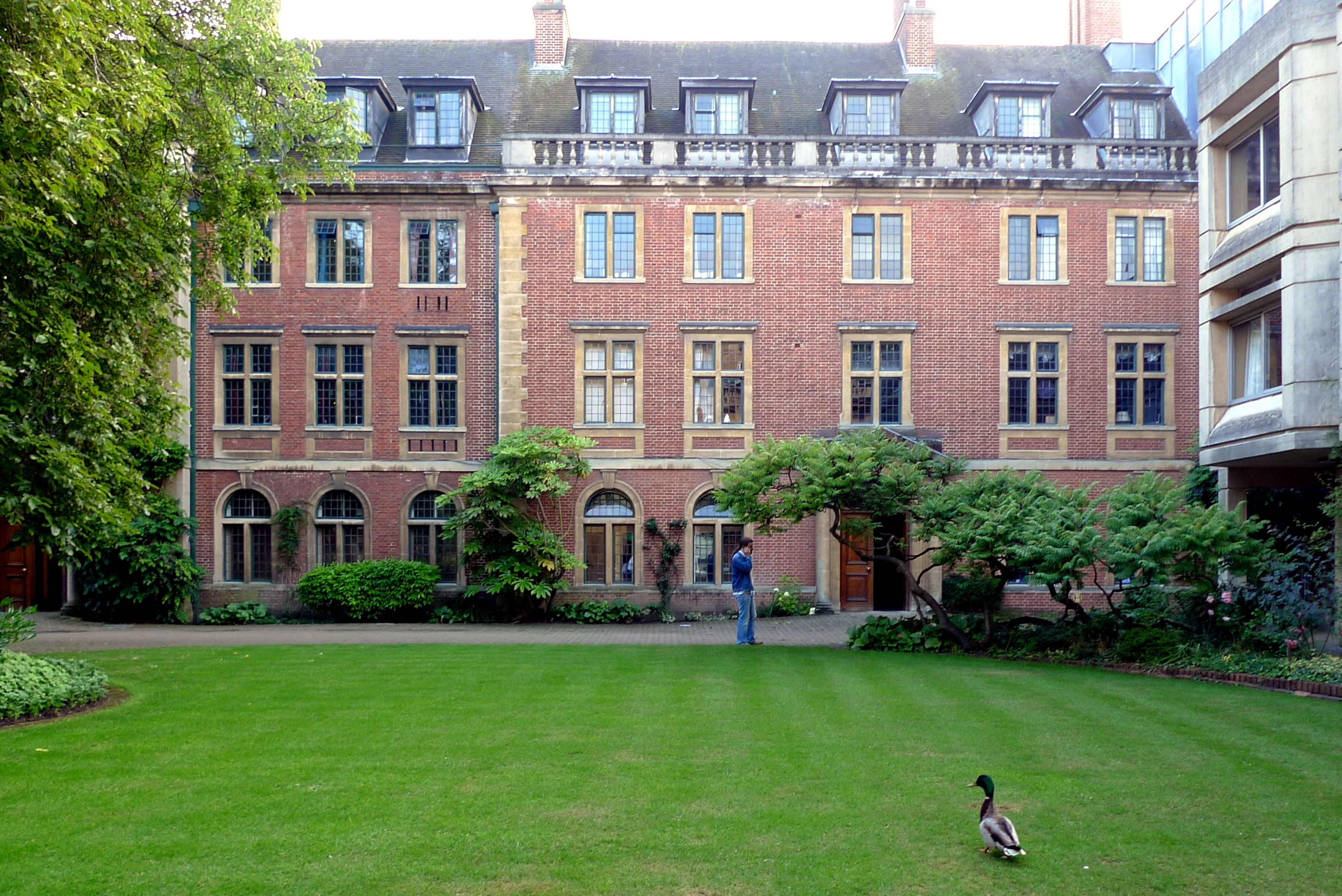
ネオ・ジョージアン様式の学生寮区画

## スポーツ
本カレッジには、ボート、クリケット、サッカー、テーブル・フットボール及びラグビーのチームがある。エクセター・カレッジ及びハートフォード・カレッジと運動場を共有しており、2つのクリケット用競技場・観客席、2つのラグビー・サッカー用グラウンド、ホッケー用グラウンド、テニスコート及びスカッシュコートがある。

## 鉄道機関車
1949年にイギリス国鉄が製造したグレート・ウェスタン鉄道6959形蒸気機関車no. 7900は、本カレッジの元の名前にちなんで「セント・ピーターズ・ホール」と名付けられた（略称なし）。現在は解体されているが、機関車に取り付けられていた真鍮製ネームプレートの一つが本カレッジに保管されている。

## カレッジに関連した人物

### 著名な卒業生

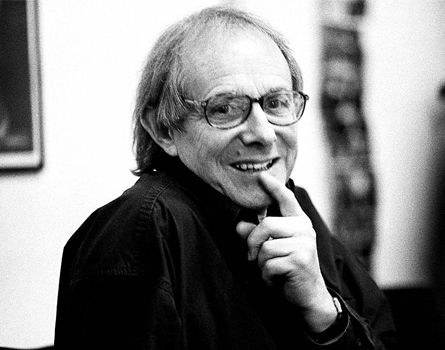
ケン・ローチ、イギリスの映画・テレビ監督
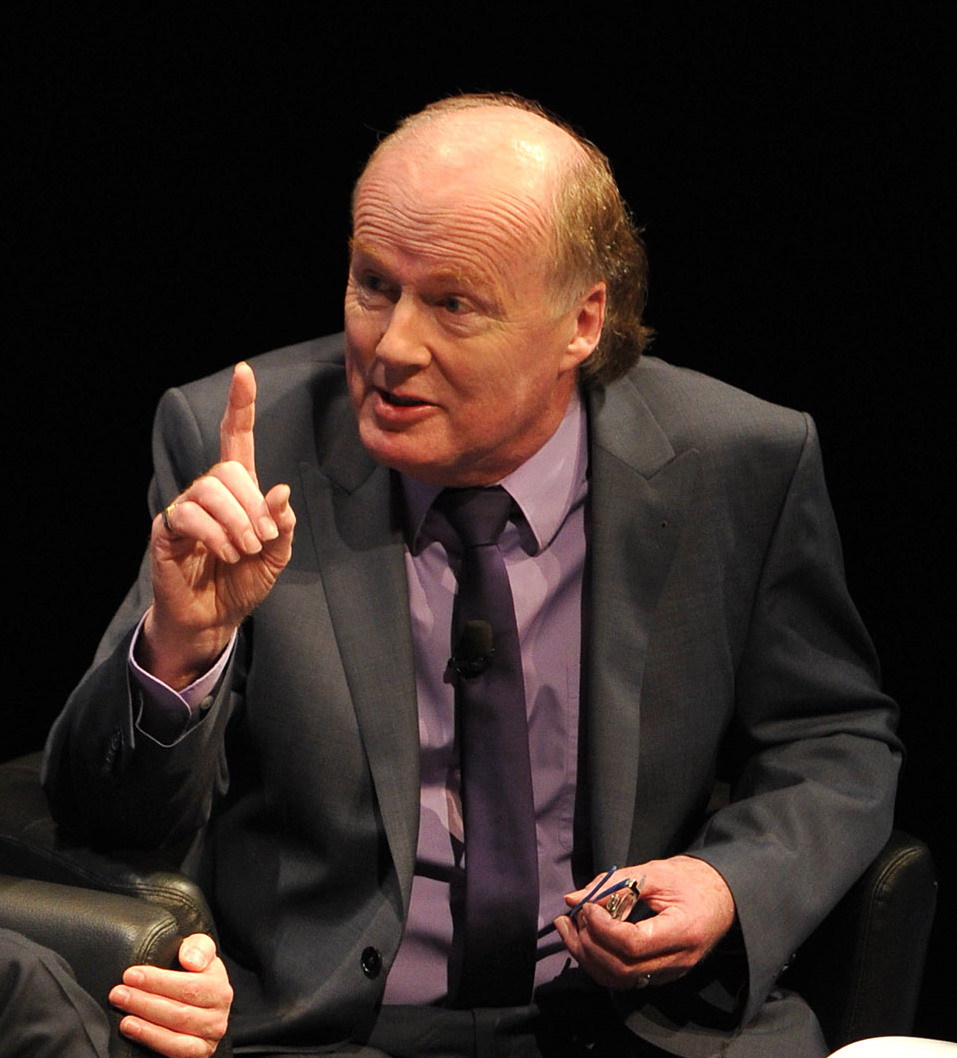
デヴィッド・デイヴィス、前イギリスサッカー協会常任理事
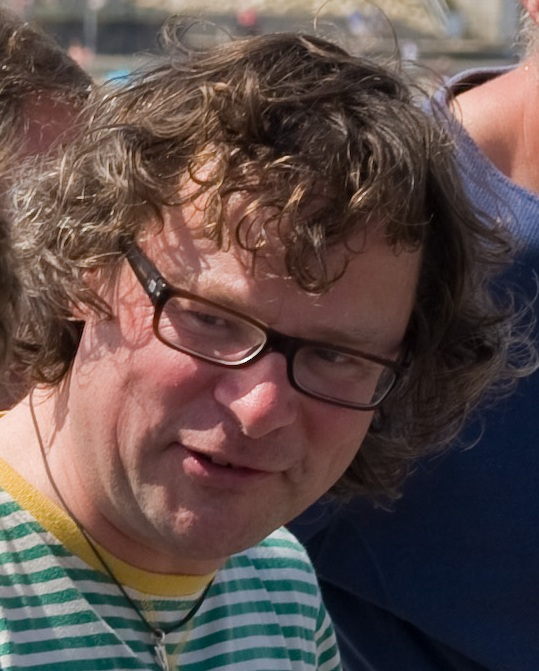
ヒュー・ファーンリー＝ウィッティングストール、セレブシェフ・テレビタレント
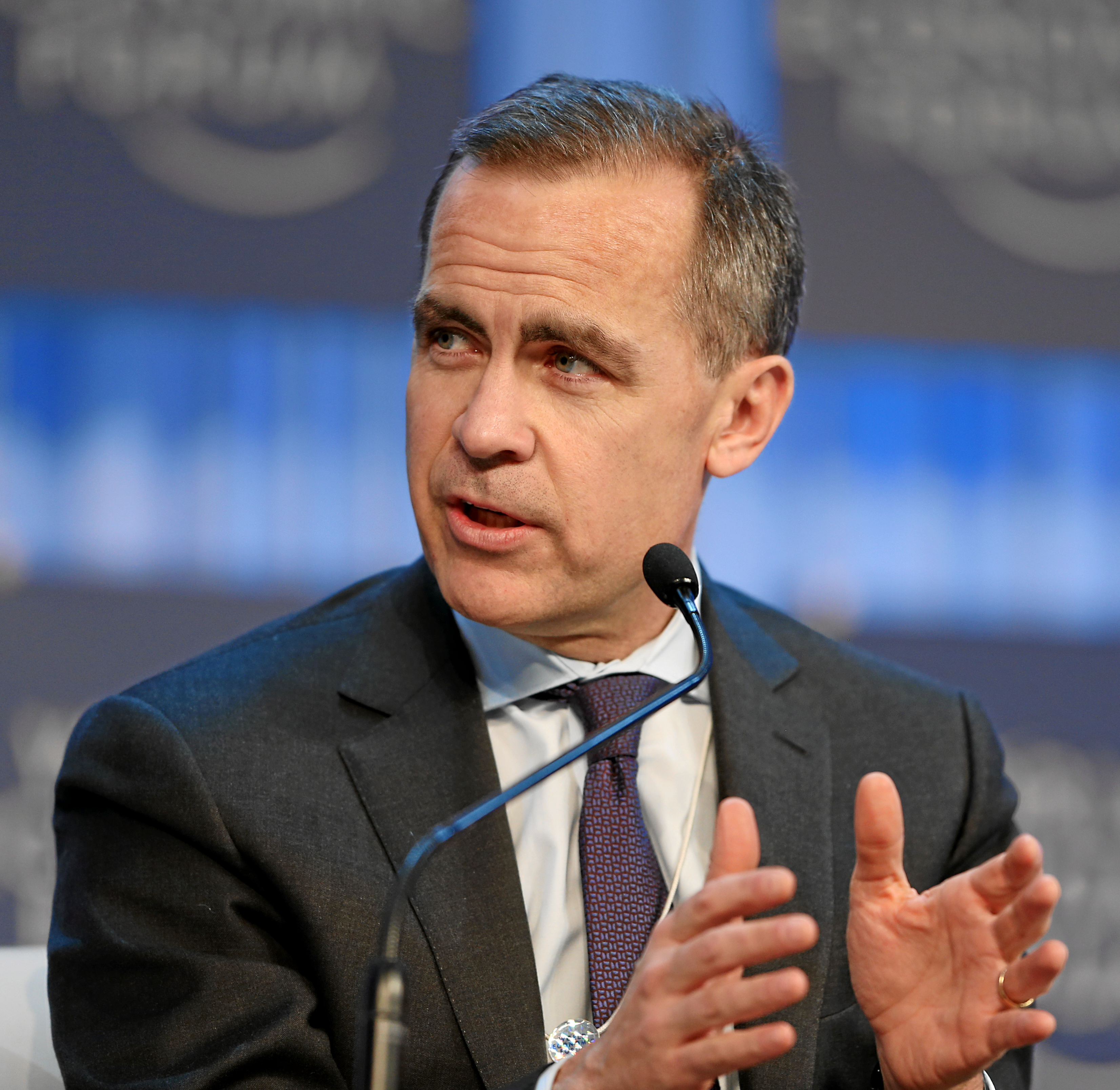
マーク・カーニー、イングランド銀行総裁
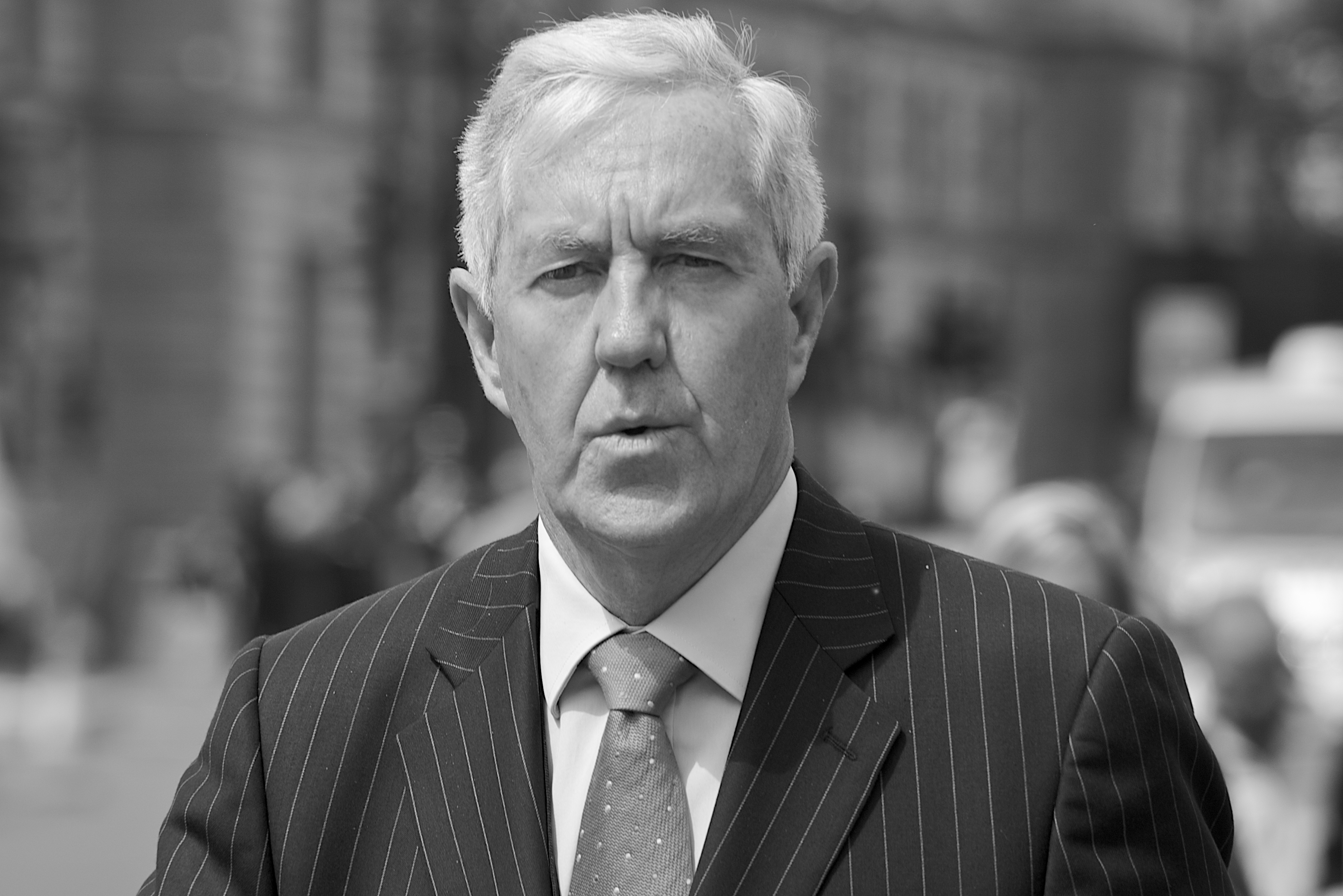
ポール・コンドン、前ロンドン警視庁警視総監
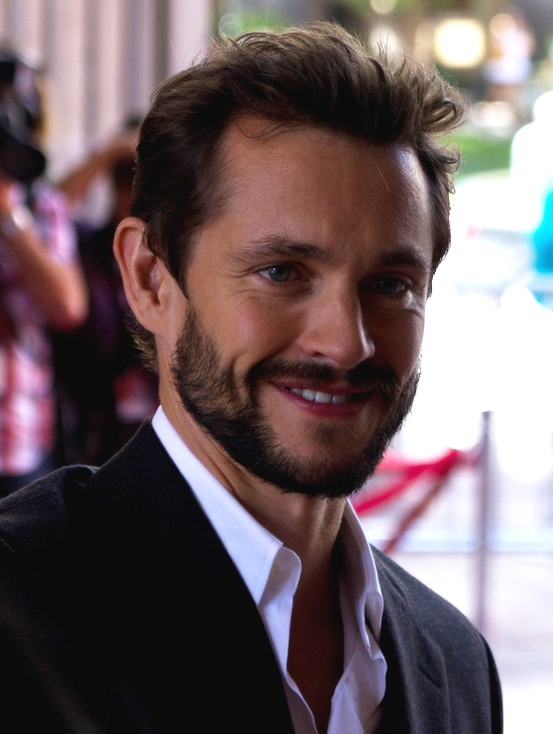
ヒュー・ダンシー、俳優・モデル
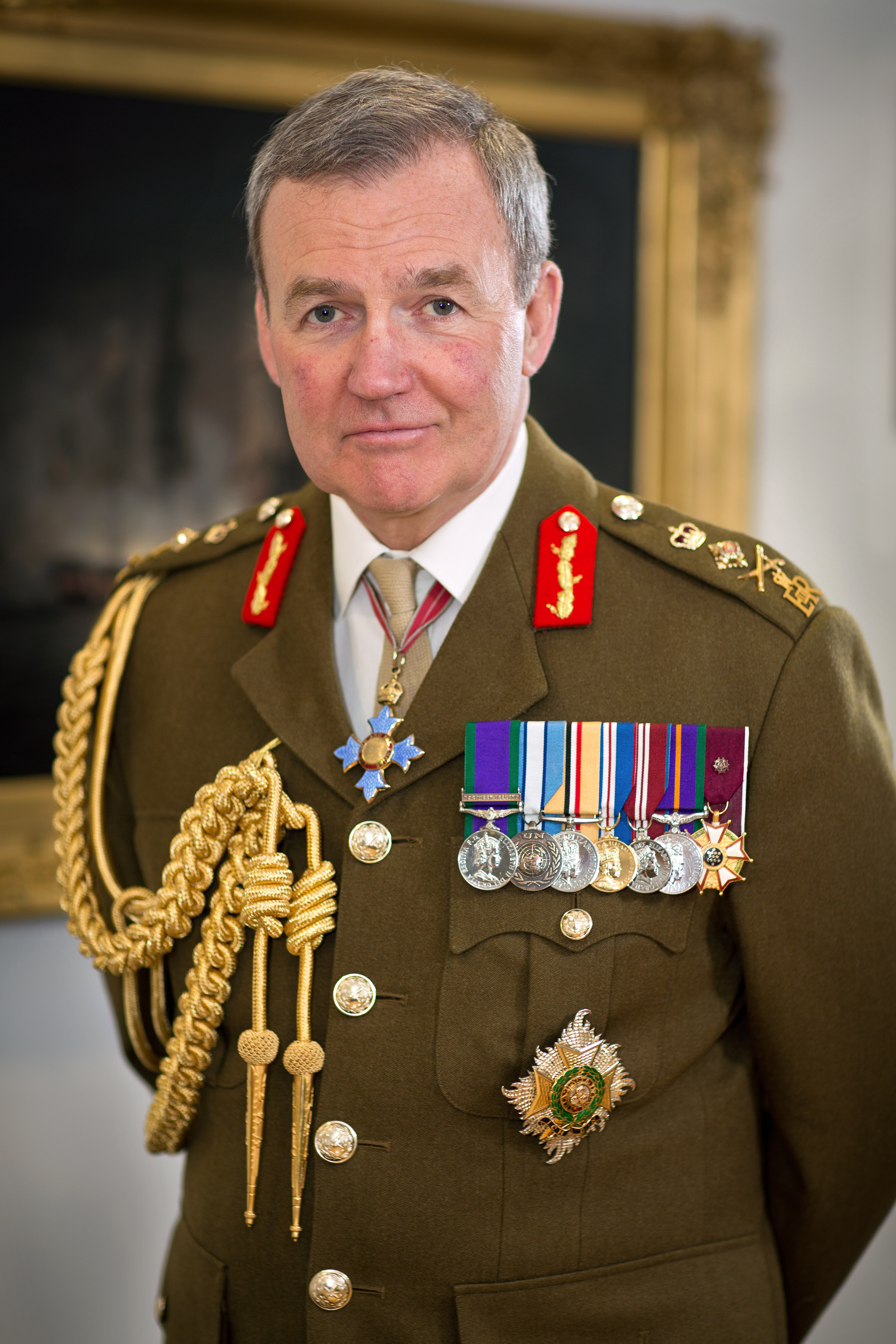
ニック・ホートン、前常設統合司令部司令官
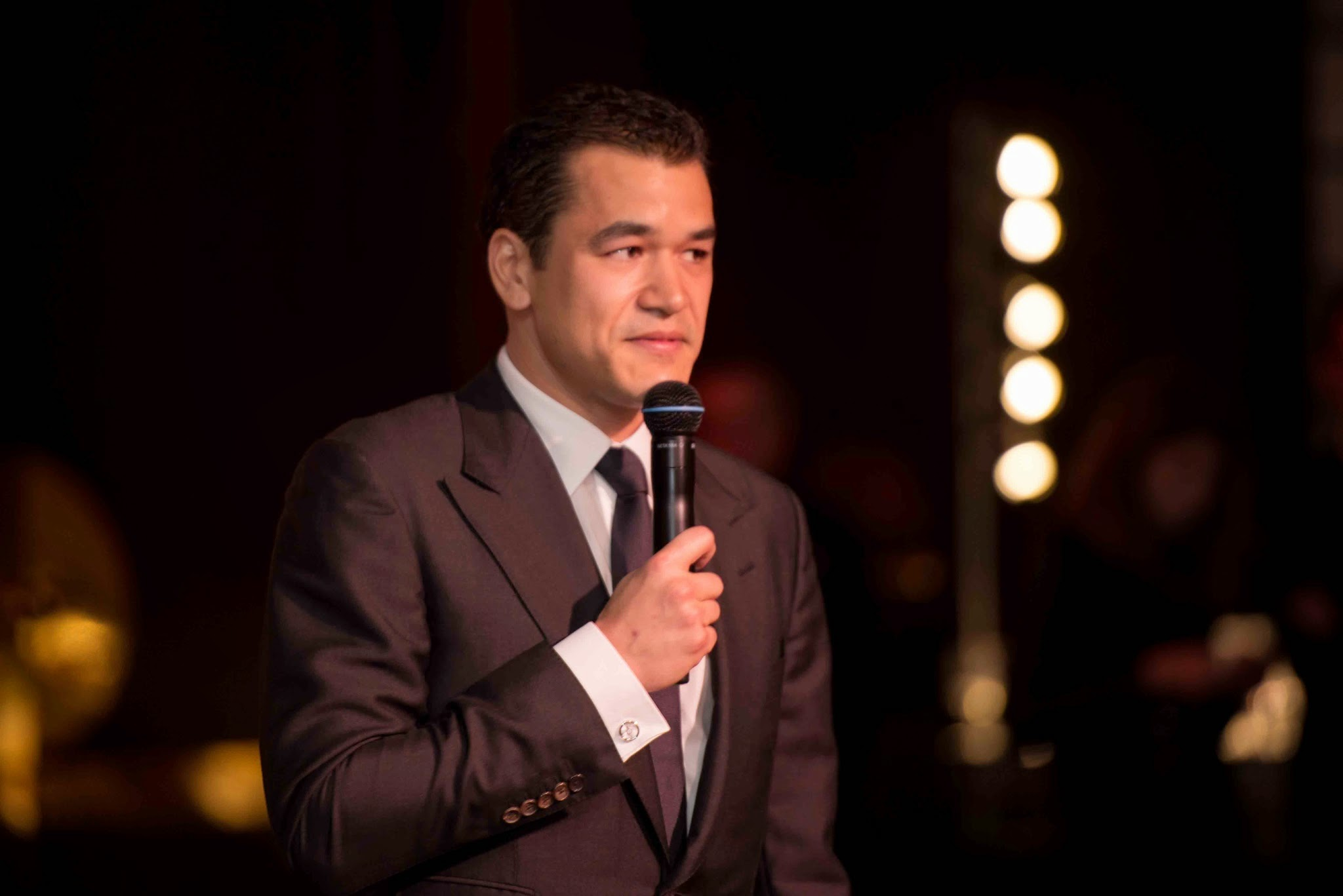
フランソワ・ペロド（英語版）、実業家・エネルギー会社ペレンコ（英語版）代表者
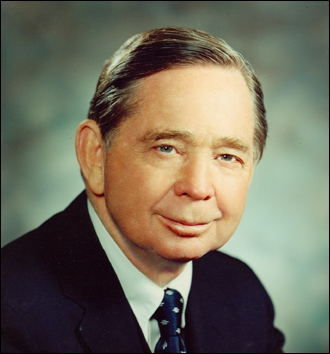
カール・アルバート（英語版）、前アメリカ合衆国下院議長